# Судаков, Юрий Евгеньевич
Юрий Евгеньевич Судаков (род. 3 июля 1948 года, Москва) — советский боксёр и тренер по боксу. Бронзовый призёр чемпионата СССР 1976 года в тяжёлом весе.

## Биография
Родился 3 июля 1948 года в Москве.
В 1963 году, в возрасте 15 лет, Юрий записался в секцию во Дворце спорта «Крылья Советов» к заслуженному тренеру СССР Владимиру Михайловичу Тренину.
Впоследствии стал мастером спорта СССР, 5-кратным чемпионом Москвы, 6-кратным чемпионом Всесоюзного спортивного общества «Зенит».
За 14 лет занятий боксом в активе у Юры Судакова имеются победы над 4-кратным Абсолютным чемпионом СССР в тяжёлом весе Евгением Николаевичем Горстковым, неоднократным серебряным призёром СССР Валентином Нестеренко, 5-кратным призёром чемпионата СССР Виктором Егоровым, над чемпионом ВЦСПС Олегом Марченко-Крыловым.
В 1976 году стал бронзовым призёром чемпионата СССР в тяжёлом весе, победив мастера спорта международного класса, чемпиона СССР Игоря Яковлевича Высоцкого.
В 28 лет начал тренерскую карьеру при профкоме завода «Авангард». Через 3 года он уже старший тренер московского «Зенита». Спустя ещё 6 лет — старший тренер Объединённых Профсоюзов города Москвы, а через 5 лет тренер профессионального клуба «Олимп», где вырастил 7-кратного чемпиона Европы среди профессионалов Александра Махмутова и чемпионку Европы и мира Анастасию Токтаулову и многих других спортсменов.
Менеджер профессионального бокса Федерации Бокса России, заслуженный тренер России, президент РОО «Ветераны бокса Москвы».

## Семья
Отец — Евгений Григорьевич Судаков. Мать — Антонина Петровна Судакова.
Сёстры: Эмилия (02.09.1931—10.07.2005), Людмила (05.08.1935—30.11.2006) и Надежда (род. 22.09.1945). Эмилия стала киноактрисой, известной по роли Рузанны в фильме «Песня первой любви» (1958).